# Motycz
Motycz (ros. Мотыч) – wieś w Polsce położona w województwie lubelskim, w powiecie lubelskim, w gminie Konopnica. Leży nad rzeką Czechówką.
Historia Motycza sięga VII wieku, kiedy to znalazł się na głównym szlaku handlowym prowadzącym na Ruś, natomiast pierwsza poświadczona wzmianka pisana pochodzi z 1317 roku. Wieś szlachecka położona była w drugiej połowie XVI wieku w powiecie lubelskim województwa lubelskiego. Do połowy lat 90. XX wieku w Motyczu stał drewniany kościół o proweniencji barokowej z XVIII stulecia, który spłonął w pożarze wywołanym przez podpalaczy.
Wieś stanowi sołectwo gminy Konopnica. Według Narodowego Spisu Powszechnego z roku 2011 wieś liczyła 1541 mieszkańców.
Wieś jest siedzibą rzymskokatolickiej parafii  Matki Bożej Anielskiej w Motyczu.

## Położenie
Motycz to rozległa stara wieś położona około 15 km na południowy zachód od Lublina pomiędzy traktami drogowymi południowym na Kraśnik i północnym na Warszawę. Geograficznie leży na krańcu Wyżyny Lubelskiej w mezoregionie Płaskowyżu Nałęczowskiego. Poprzecinana jest utwardzonymi drogami prowadzącymi z Lublina starym traktem królewskim na Wojciechów, Nałęczów, Wąwolnicę, Kazimierz Dolny.
Rozpościera się na wielu pagórkach, zalega doliny dawnych cieków wodnych. Teren Motycza jest bardzo malowniczy, pełen wąwozów, błot, łąk ciągnących się dolinami aż pod Wojciechów i Nałęczów. Przeważają pola uprawne położone na płaskowyżu, z którego widać odległy o kilkanaście kilometrów Lublin. Wieś przecięta jest dawnym traktem zwanym „gościńcem kazimierskim”, rozciąga się obecnie po prawej stronie linii kolejowej Lublin – Warszawa. Posiada wiele kolonii i przysiółków: Stara Wieś, Góry, Folwark, Motycz – Zatorze, Motycz – Sporniak, Skubicha, Podlasek, Nadłącza (Podłącza), Kolonia k. Skubichy, Motycz – Miłocin, I Kolonia, II Kolonia.

## Przyroda i krajobraz
Motycz wkomponowany jest w krajobraz zboczy wysokich brzegów dolin rzecznych. Najwyższe wzniesienie położone 253 m n.p.m. jest jednocześnie najwyższym ze wszystkich w obrębie gminy Konopnica.
Spod Motycza początek swój biorą dopływy Czechówki. Dzisiejsza rzeka Czechówka w średniowieczu (do połowy XV wieku) nosiła nazwę „Motyczanka”. W Motyczu znajdują się również źródła Ciemięgi, lewobrzeżnego dopływu Bystrzycy, na wysokości 223 m n.p.m. Najcenniejszym przyrodniczo terenem w Motyczu, wskazanym do ochrony prawnej, jest drzewostan olszowy. W okolicy występuje także chroniona ciemiężyca zielona i storczyk kukułka. Dominuje brzoza niska i pełnik europejski. W dolinach rzek i na terenach bagnistych planowane są zbiorniki wodne z niezbędną infrastrukturą rekreacyjną.
Na terenie Motycza istnieje kilka prywatnych stawów rybnych. Przez Motycz przebiega atrakcyjny szlak rowerowy „Lublin-Kazimierz Dolny”.

## Społeczność

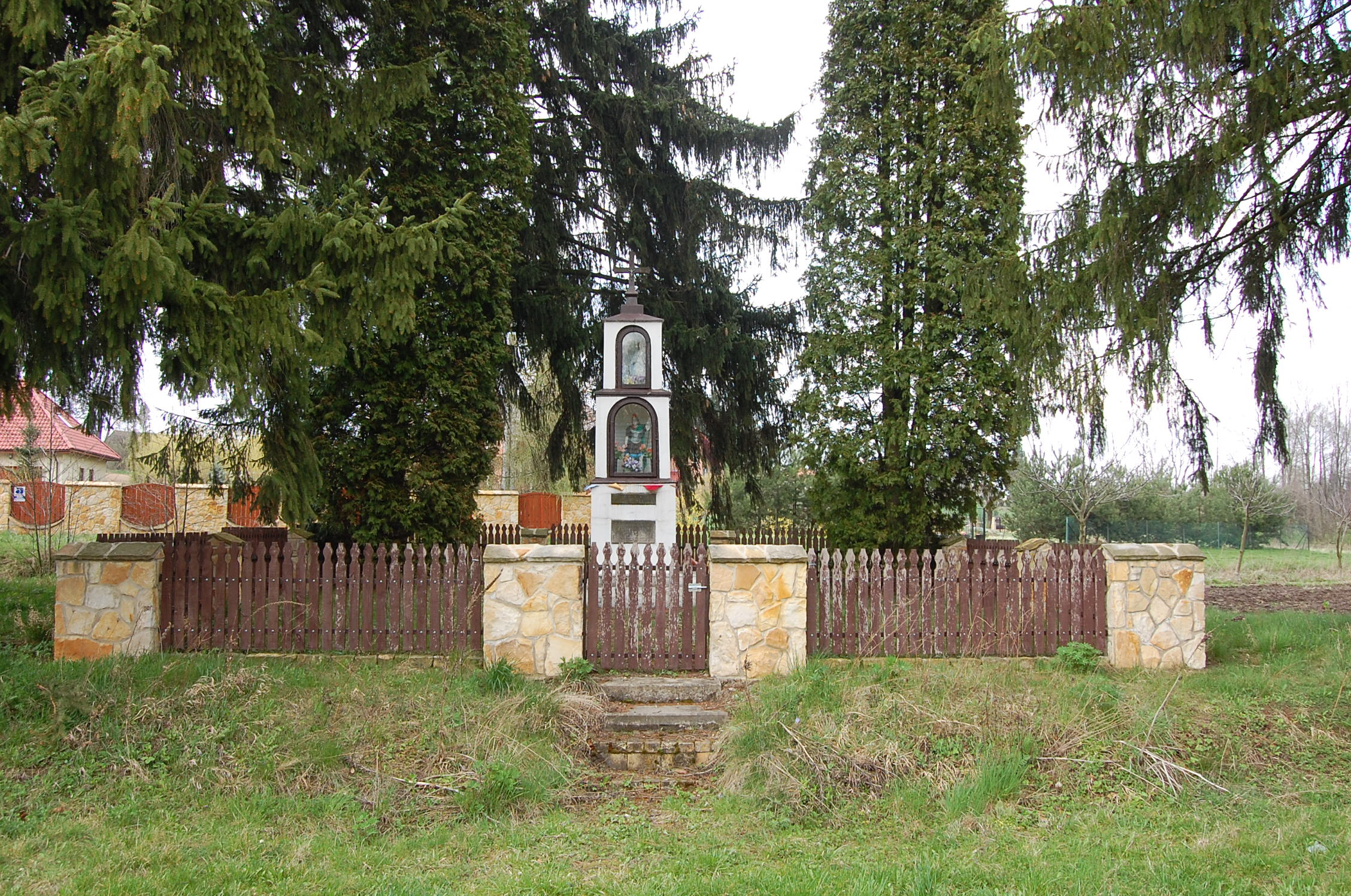
Kapliczka w Motyczu z 1931 r. postawiona w miejscu dawnej karczmy

Motycz jako bogata wieś przyciągał od wieków ludność z pobliskich miejscowości tj. Palikije Pierwsze, Miłocin, Konopnica i Tomaszowice a także z dalszych okolic. Cechą charakterystyczną wsi jest jej złożoność kulturowa i gwarowa. Najczęstsze występujące we wsi imiona męskie to: Franciszek, Stanisław, Józef, Władysław, Henryk, Piotr, Czesław, a więc nie tyle pochodzenia słowiańskiego co greckiego, hebrajskiego i rzymskiego. W mowie potocznej występują swoiste imiona gwarowe: Franio, Kazek, Janera, Olesa, Józwa. Wśród imion żeńskich najczęściej występują: Maria, Zofia, Stanisława, Helena, Krystyna, Katarzyna, Anna, Barbara. W Motyczu występuje około 125 nazwisk. Do najczęstszych należą: Misztal, Kowalczyk, Malik. Wiele osób rozpoznawanych jest po przezwiskach, które nawiązują do ich cech fizycznych lub duchowych. Gwara ludowa, którą posługują się jeszcze mieszkańcy Motycza jest wynikiem połączenia gwar małopolskich z dialektem mazowieckim. Pod względem kulturowym wieś zdecydowanie podlega cywilizacji Zachodu. Elementy wschodnie w kulturze są prawie niezauważalne.

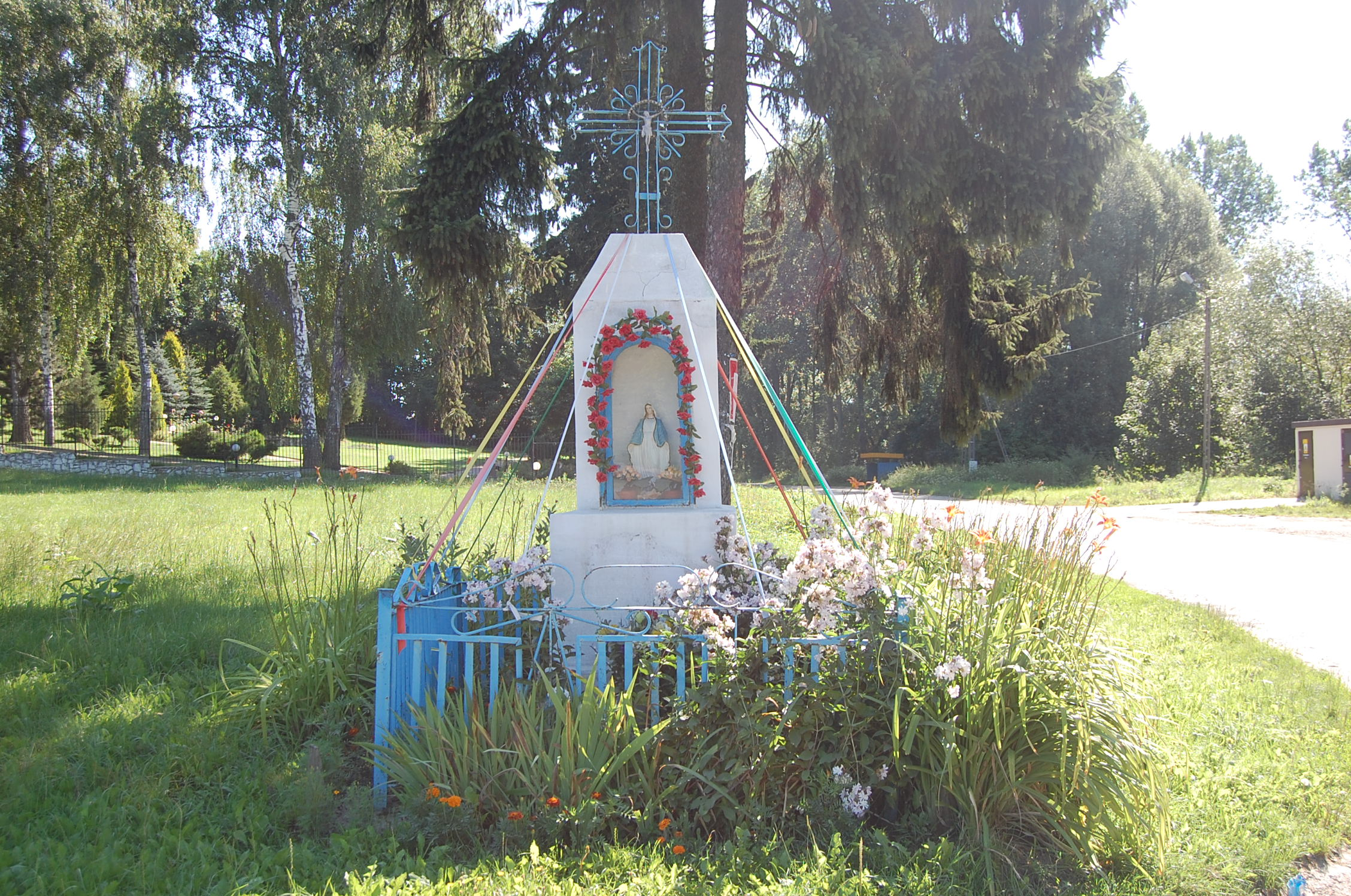
Kapliczka z 1954 r. Trwały element krajobrazu poprzez swe znaczenie duchowe i historyczne

Głównym środkiem utrzymania mieszkańców Motycza jest rolnictwo. Wieś posiada bardzo dobre gleby, sprzyjające rozwojowi rolnictwa należące do II i III klasy bonitacyjnej. Prężnie rozwija się także sadownictwo (także w Motyczu-Józefinie). Część produkcji owocowo-warzywnej jest produkowana na potrzeby miejscowej Chłodni „Agram” z siedzibą w Motyczu.
Motycz jest także głównym ośrodkiem zdrowotnym gminy Konopnica. Znajduje się tu Samodzielny Publiczny Zakład Opieki Zdrowotnej. Opiekę zdrowotną świadczy: 3 lekarzy ze specjalizacją rodziną i ogólną oraz pediatryczną, 1 stomatolog, 3 pielęgniarki środowiskowe, 1 pielęgniarka koordynująca, 1 położna środowiskowa i weterynarz. We wsi działają także dwie apteki i zakład weterynaryjny. Na wzgórzu w Motyczu znajduje się hotel „Jedlina”, który powstał po rozbudowie i adaptacji dawnego dworu.

## Historia

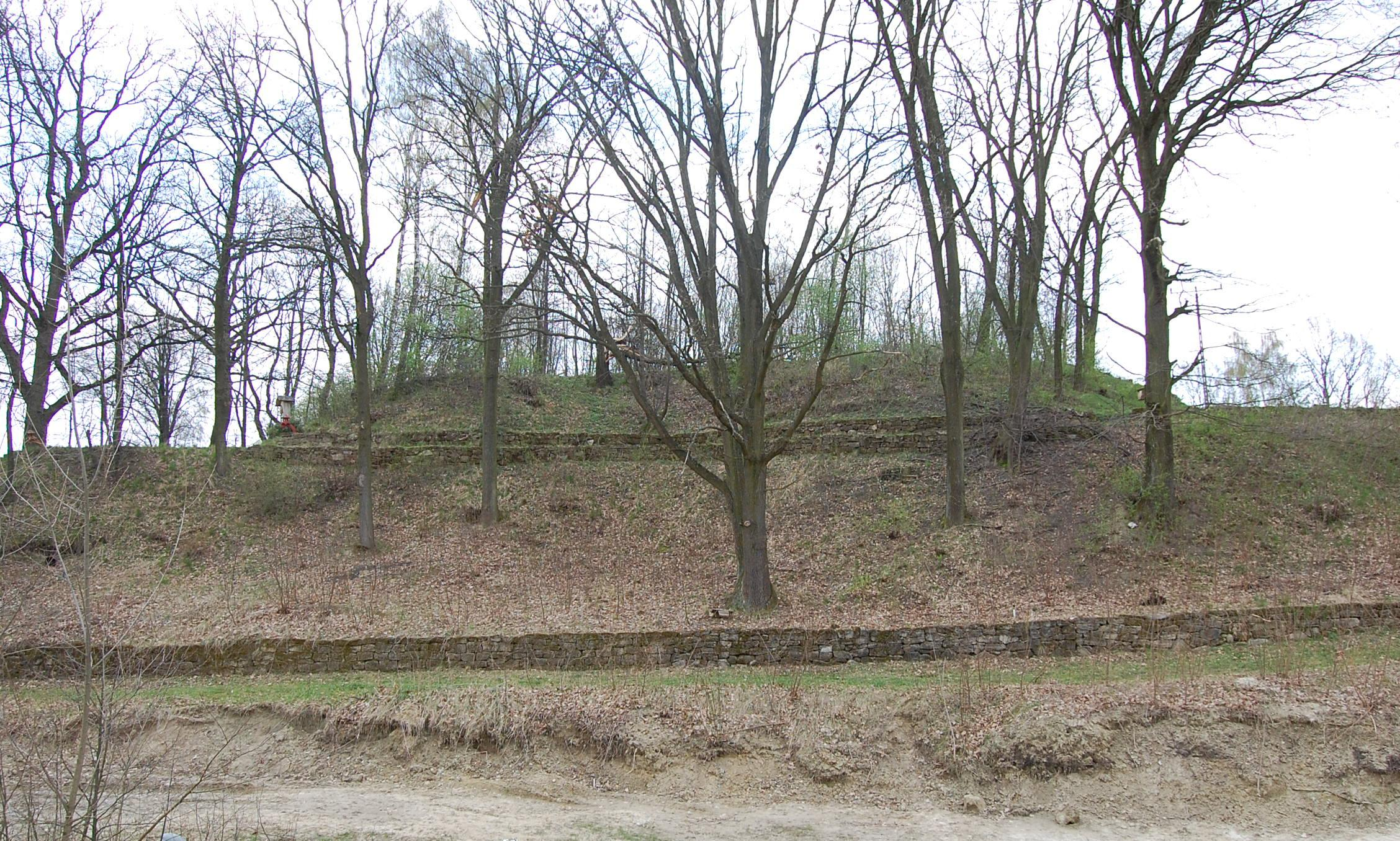
Grodzisko, zwane „Zamkową górą”

Rozległa stara wioska, oddalona około 15 km na południowy zachód od Lublina, ma za sobą długą historię.

### Czasy najdawniejsze
Pośrodku Motycza wznosi się olbrzymie grodzisko, nazywane przez ludność „Zamkową górą” lub też „Bębnem”. W ludowych przekazach zachowały się legendy o rzekomo istniejącej tutaj niegdyś świątyni związanej z religią Słowian, oraz późniejszym zamku warownym. Na mapie Motycza z roku 1860 ówczesny geodeta Piotr Brand oznaczył na szczycie góry kawałki jakiegoś muru, który obecnie już nie istnieje. Materiały ceramiczne z tej miejscowości znajdowały się w Katedrze Archeologii Polski UMCS już w latach sześćdziesiątych. Jednak poważniejsze prace rozpoznawcze i wykopaliskowe wykonano dopiero w latach osiemdziesiątych. W 1980 grodzisko badała ekipa archeologiczna Zakładu Archeologii UMCS. Na podstawie znalezionych fragmentów naczyń określiła jego powstanie na VIII wiek n.e. Badania prowadzone przez dr S. Hoczyk-Siwkową i mgr M. Szewczyk-Liberę wykazały występowanie w sąsiedztwie „Bębna” ceramiki kultury pucharów lejkowatych i wczesnośredniowiecznej na obszarze kilku hektarów. Dziś obiekt jest w posiadaniu prywatnego właściciela. W Centrum Budowlanym „Gajek” w Lublinie prezentowana była w 2006 r. makieta grodu z Motycza wykonana w skali 1:25, przez Tomasza Krajewskiego, który zajmuje się budowaniem makiet historycznych obiektów z Lubelszczyzny. Makieta była także prezentowana podczas uroczystości rocznicowych w Motyczu w roku 2009, a obecnie od 5 czerwca 2011 stanowi część ekspozycji w Salce Pamięci w motyckim Domu Kultury.
Na podstawie znalezisk ceramiki i narzędzi krzemiennych przyjmuje się, że pierwsi ludzie pojawili się w obszarze późniejszej wsi już w okresie neolitu. Pomiędzy VII a X wiekiem Motycz, gdzie istniała osada i gród, leżał na głównym szlaku handlowym na Ruś Kijowską. Rozwój Motycza przebiegał najprawdopodobniej równolegle z rozwojem pobliskich osad, usytuowanych na terenie obecnego Lublina. Przypuszcza się, iż gród na „Bębnie” mógł wówczas spełniać funkcje obronne, a jego naczelnym zadaniem mogło być ostrzeganie mieszkańców sąsiednich miejscowości przed nadciągającym niebezpieczeństwem.

### Średniowiecze i czasy nowożytne
Jeszcze w pierwszej połowie XIV wieku był dominującą miejscowością na terenie będącym dziś obszarem gminy Konopnica. Pierwsza wzmianka o Motyczu zwanym w źródłach „Mothycz” pochodzi z 1317 roku, a więc w czasie otrzymania praw miejskich przez Lublin. W tym samym roku zezwolono na lokację kompleksu majątkowego Firlejów m.in. w Motyczu. W dokumentach od XIV do końca XVII wieku występuje jako wieś szlachecka. Nazwa wsi nie jest dotychczas wyjaśniona. Według jednej z teorii pochodzi ona od „motyki” czyli narzędzia do kopania ziemniaków, której miano używać w obronie przed nadciągającymi w XVII wieku Szwedami. Dwukrotnie, w 1317 i w 1330 r., król Władysław Łokietek przenosił Motycz na prawa średzkie. Do lat siedemdziesiątych XV wieku dobra motyckie były dziedziczone przez kolejnych potomków Ostasza, podstolego krakowskiego wymienionego w dokumentach Władysława Łokietka. Po śmierci Ostasza w 1340 r. Motycz znalazł się najprawdopodobniej w rękach kasztelana lubelskiego (1347–1359) Eustachego. W 1380 r. doszło do podziału majątku między męskimi potomkami Eustachego – Piotrem i Jakubem. Jakuba można uznać za protoplastę rodziny, która przyjęła przydomek Firlej. Dziewięć lat później, po śmierci Jakuba, właścicielami wsi zostali jego synowie – Jakub i Adam. W wyniku kolejnego podziału posiadanych dóbr w 1401 roku, Adamowi przypadły posiadłości rodowe w Radomskiem oraz podlubelskie: Dąbrowica, Motycz, Sławin czy Płouszowice. Przez dłuższy czas nie dzielono posiadłości, jednak w przypadku Motycza, za głównego właściciela uznaje się Mikołaja. Oficjalny podział majątku braci przeprowadzono w latach czterdziestych XV wieku. Po śmierci Mikołaja, ok. 1451 roku, Motycz odziedziczyły jego żona – Elżbieta oraz córka Katarzyna. Elżbieta przez dłuższy czas gospodarzyła w Motyczu, przyczyniając się do rozkwitu gospodarczego wsi. W latach 70. XV w. właścicielem dóbr motyckich był Jakub Zaklika, herbu Topór, późniejszy kasztelan chełmski. Prawdopodobnie w wyniku ślubu Katarzyny Firlejówny z którymś z przedstawicieli Zaklików, Motycz znalazł się w posiadaniu tych ostatnich. Podanie głosi, że król Kazimierz Wielki przyjeżdżał przez wioskę i namawiał chłopów do sadzenia sadów. W pościgu za cofającymi się Szwedami podczas potopu zatrzymał się na „Zamkowej górze” hetman Stefan Czarniecki. Motycz był zamożną wsią liczącą w 1531 roku 10 łanów, następnie w roku 1565 już 22 łany kmiece. Na urodzajnych ziemiach, pszeniczno-buraczanych, rozwinęło się rolnictwo i rzemiosło wyrobu narzędzi pracy na roli. W XVII wieku wczesnośredniowieczne grodzisko zostało zaadaptowane na nowożytne fortalicjum. Źródła podają, że w 1676 roku właścicielem Motycza był Łukasz Kochanowski. Być może w nim należy widzieć inicjatora tej adaptacji. W dawnych wizytacjach wzmiankuje się istnienie w Motyczu kaplicy w początkach XVII wieku.

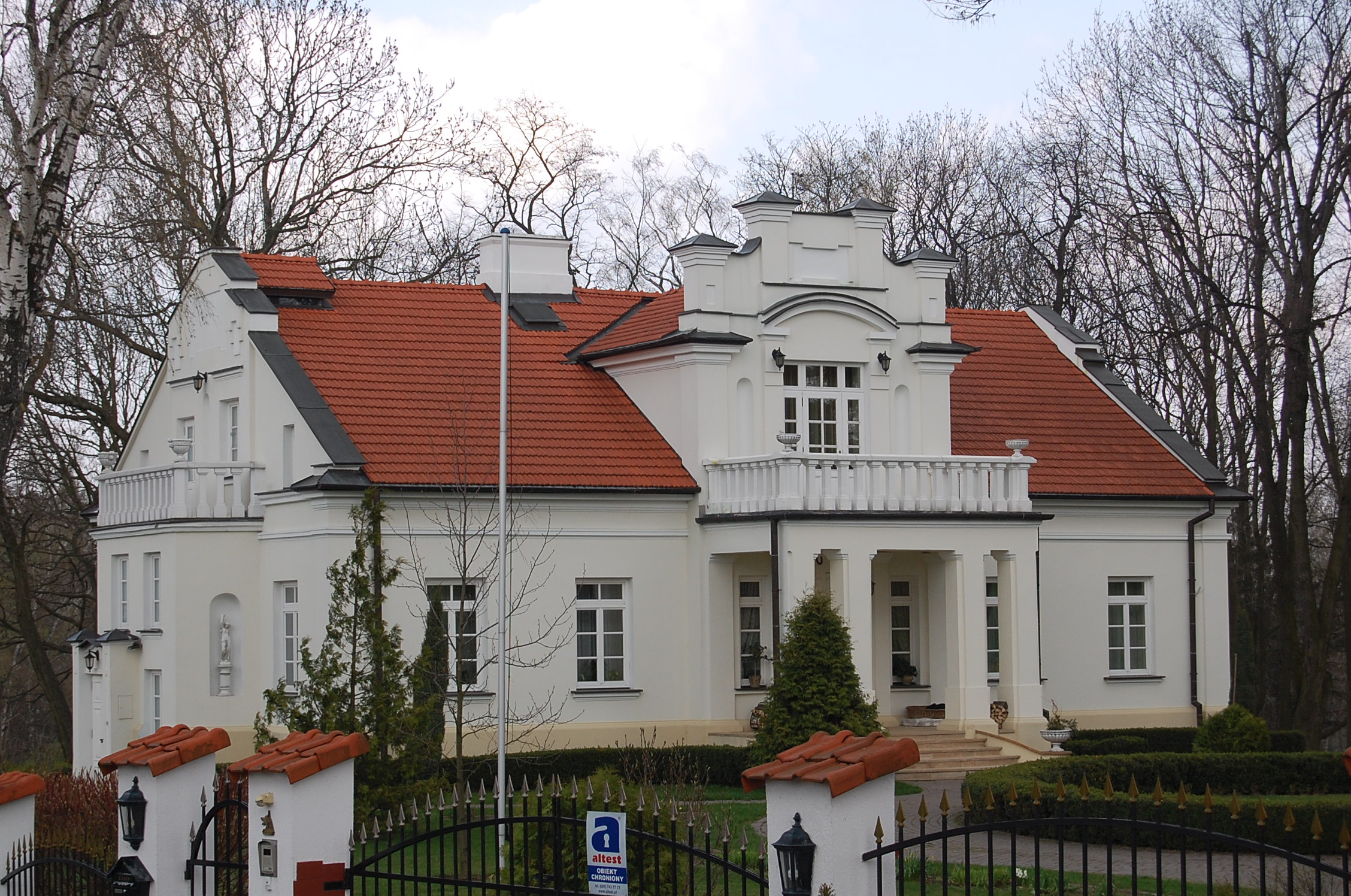
Dwór w Motyczu z początku XX wieku. Fotografia z 2008 r.

### Rozbiory
W wyniku trzeciego rozbioru Polski, do którego doszło w 1795 roku, Motycz znalazł się na obszarze zaboru austriackiego. W 1809 wieś została włączona do Księstwa Warszawskiego. W 1815 r. znalazła się w Królestwie Kongresowym w zaborze rosyjskim. Motycz odwiedził również Tadeusz Kościuszko, ubrany w krakowską sukmanę zwaną fijarówką, nawoływał do walki z zaborcami. W Motyczu stał drewniany kościół barokowy z XVIII wieku, który spłonął w połowie lat 90. XX wieku. Część uratowanego wyposażenia (m.in. ołtarze) przeniesiono do nowej świątyni. W 1827 roku zanotowano 500 mieszkańców i 100 domostwa. W 1853 wieś przeszła na własność Węglińskiego. Po powstaniu styczniowym ludność Motycza zdziesiątkowała cholera. Ofiary choroby pochowano w mogile, porośniętej później brzozami, znajdującej się na północnym krańcu wsi. Starzy ludzie nazywali to miejsce „Żalnik”. Podczas budowy drogi w roku 1937, znajdowano tu stare monety i skorupy. W 1892 roku we wsi wybudowano stojący do dziś dworek barona Buxhoevdena, właściciela folwarku Motycz w latach 1879–1909.

### Wiek XX
Początek wieku XX przyniósł pewne ożywienie gospodarcze.
W 1913 roku została założona na miejscowym folwarku „Hodowla nasion buraków cukrowych K. Buczyński i Spółka” jako nowoczesny zakład. Istniały także trzy zakłady tkackie, kilka zakładów kowalskich, młyn wodny dla folwarku działający przez trzy dni w tygodniu w oparciu o spiętrzenie wód zbieranych przez dalsze cztery dni. We wsi mieszkali murarze, stolarze i cieśla. Z rzeczki przepływającej przez Motycz zbierano wodę do dużego jeziora ciągnącego się aż pod Uniszowice, a następnie spuszczano na turbinę młyna. Ponadto działały wiatraki mielące ziarno. Ludność Motycza sprzedawała swoje produkty rolne: masło, jajka, sery i zboże w Lublinie chodząc tam na piechotę lub poruszając się furmankami traktem kazimierskim. W końcu lipca 1915 roku w Motyczu zatrzymał się w rodzinie Staszczaków na postój ze swoim wojskiem marszałek Józef Piłsudski, który werbował ochotników do udziału w późniejszej bitwie pod Jastkowem(31 VII – 3 VIII 1915). Po bitwie, w motyckim dworku, w dużej sali był szpital, gdzie umieszczono ciężej rannych, lżej rannych odwożono do Niedrzwicy. Dwunastu poległych legionistów upamiętnia kapliczka stojąca dziś na miejscu ich pochówku. Na początku lat trzydziestych XX wieku powstała w Motyczu jednostka Straży pożarnej. W pierwszych dniach września 1939 r. Motycz, podobnie jak pobliska Konopnica, był miejscem formowania bojowego 8 Pułku Piechoty Legionów. Wobec szybkiego rozwoju sytuacji na froncie, mobilizacja musiała przebiegać w trudnych warunkach i pod nieustannym zagrożeniem ze strony niemieckich bombardowań. Od września 1939 do lipca 1944 wieś znalazła się pod okupacją niemiecką jako część Generalnego Gubernatorstwa. W czasie II wojny światowej Motycz uniknął zniszczeń, żaden z mieszkańców nie znalazł się w obozie koncentracyjnym, nikt nie został wysiedlony. Niemal wszyscy walczący wrócili do domów. Pierwsze bomby spadły 4 września 1939 r. w godzinach popołudniowych na tor kolejowy w pobliżu kościoła.

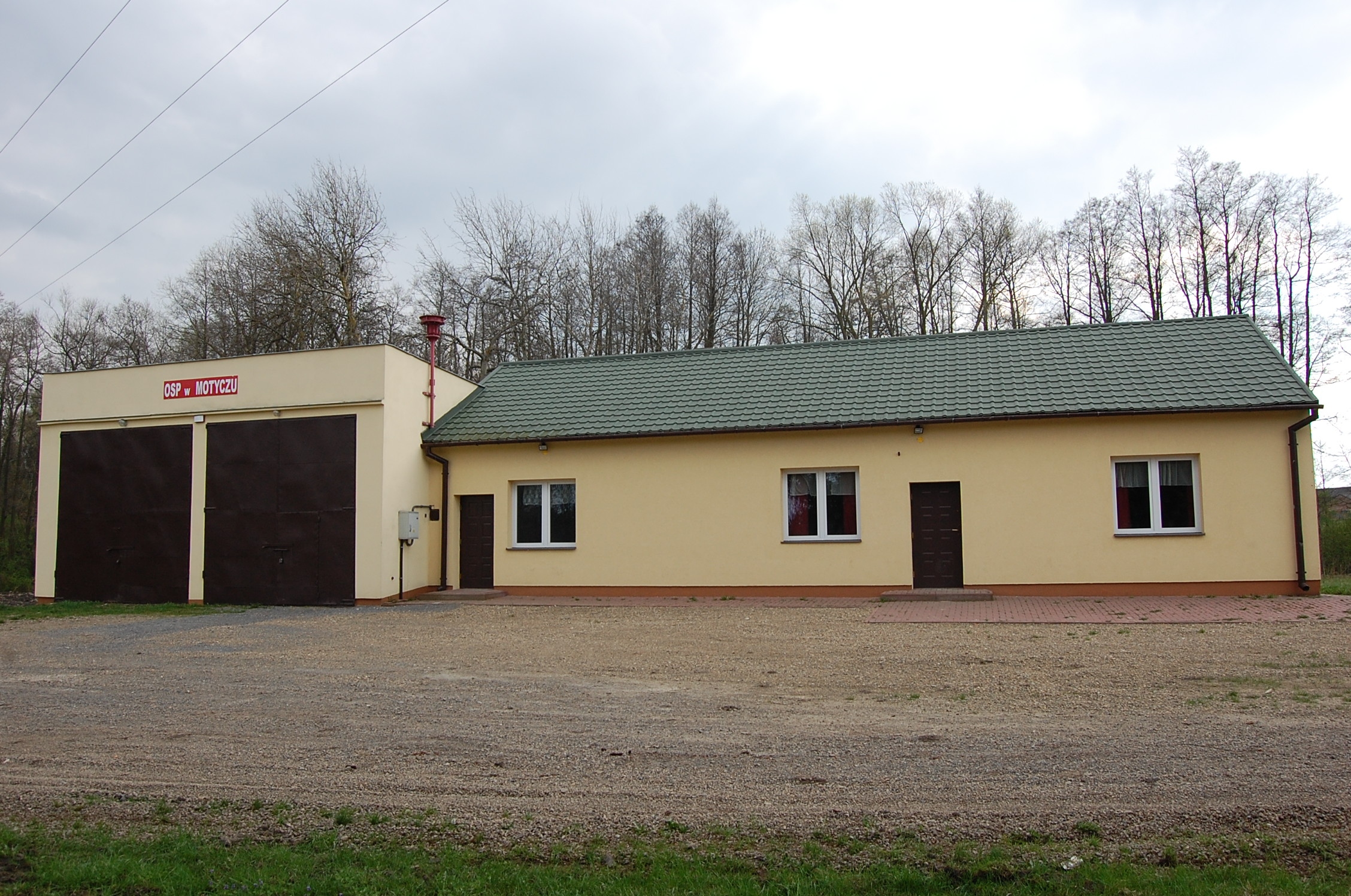
Remiza Ochotniczej Straży Pożarnej

Po zakończeniu II wojny światowej, na własność państwa przeszedł m.in. motycki dworek. Mieściła się w nim wówczas trzyklasowa szkoła, punkt biblioteczny oraz klub Ruchu, użytkowany także jako świetlica zakładowa. Majątek należał wtedy do jednego z zakładów Kombinatu Ogrodniczego w Leonowie.
Wiosną 1980 r. mieszkanka Motycza, pani Daniela Górniak, przyniosła do Zakładu Archeologii UMCS dużą ilość ceramiki datowanej na VIII-IX wiek, co stało się powodem rozpoczęcia wykopalisk archeologicznych na terenie wczesnośredniowiecznego grodziska.
W latach 1954–1961 wieś należała i była siedzibą władz gromady Motycz, po jej zniesieniu w gromadzie Konopnica. W latach 1975–1998 miejscowość administracyjnie należała do ówczesnego województwa lubelskiego.

### Po 1989
11 lipca 1994 po godzinie 4 rano podpalacze wywołali tragiczny w skutkach pożar zabytkowego motyckiego kościoła.
Od lat 90. XX wieku na terenie Motycza i innych okolicznych miejscowości stopniowo wzrasta zabudowa o charakterze jednorodzinnym. Obszar graniczący od zachodu w miastem Lublin, w tym Konopnica staje się dzielnicą willową. Swoje domy chętnie budują tu ludzie z lubelskiego świata polityki, biznesu i show-biznesu. Wpływa na to relatywnie bliskie sąsiedztwo centrum miasta oraz dobre warunki do wypoczynku, cisza i niezanieczyszczone środowisko naturalne.
Dnia 2 maja 2000 roku na Starą Wieś przyjechała załoga OSP z całej gminy Konopnica aby uczcić 70-lecie powstania straży w Motyczu. W 2007 roku, dzięki pomocy posła Jana Łopaty, jednostka straży w Motyczu została doposażona i wyremontowana.

#### Kwestia „lochów”
Według jednego z podań przez Motycz prowadziło podziemne przejście z Dąbrowicy pod Lublinem do Wojciechowa, do wieży ariańskiej. Jesienią 1912 r. podczas ćwiczeń kozaków kubańskich w Motyczu, jeden z nich także zapadł się z koniem do głębokiego lochu. Następne odkrycie miało miejsce w 1937 r. Podczas wiosennych prac rolniczych, podobno odkryto jakiś olbrzymi loch wykładany szarymi płytami. Miejsce nie zostało jednak przez nikogo dokładniej zbadane. Sprawa podziemnych przejść w Motyczu nadal pozostaje niezbadana i osadzona, jak na razie, jedynie w sferze wiejskich legend.

## Parafia rzymskokatolicka w Motyczu

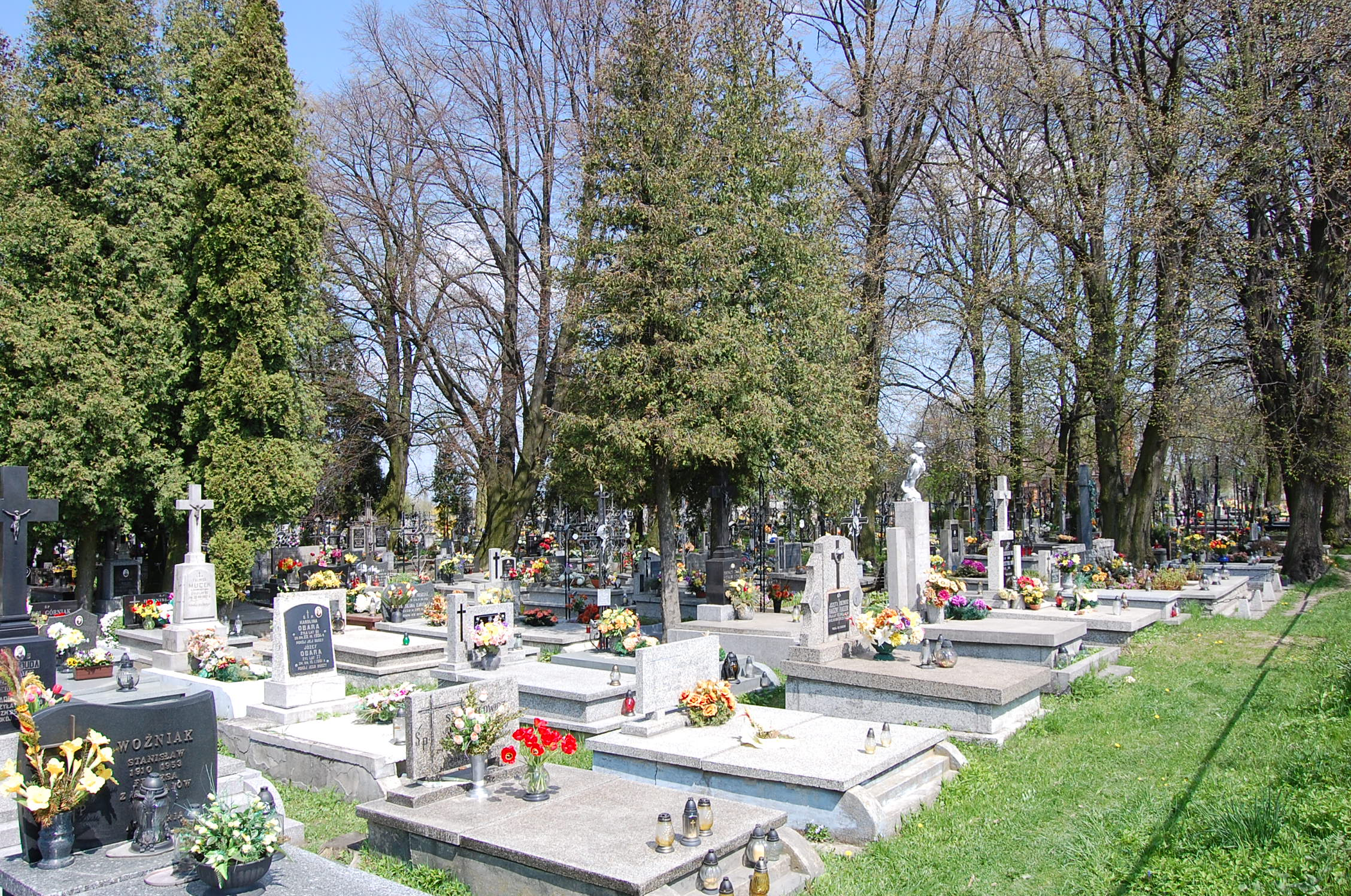
Cmentarz w Motyczu założony w 1922 r.

W dawnych wizytacjach wzmiankuje się istnienie w Motyczu kaplicy już na początku XVII wieku, jednak późniejsze jej dzieje nie są znane.
Pomysłodawcą budowy kaplicy we wsi Motycz był Kazimierz Kowalczyk. Kościół miał być wyrazem podziękowania za ocalenie Motycza od zniszczeń I wojny światowej. Za aprobatą ówczesnego proboszcza ks. Jana Kureczki z Konopnicy powstał dnia 10 lutego 1918 roku Komitet Budowlany. Zakupiono stary drewniany kościół w Zemborzycach i przeniesiono go do Motycza. Jednocześnie Komitet nabył dom w Krężnicy Jarej, który przeznaczono na plebanię. Budowę Kościoła ukończono w 1922 roku. Dnia 12 kwietnia 1922 roku ks. Jan Kureczko, Kanonik Katedry Lubelskiej, za pozwoleniem Kurii Biskupiej Lubelskiej, dokonał poświęcenia nowej drewnianej świątyni w Motyczu. Bp Marian Leon Fulman wydelegował ks. Karola Sawulskiego i powołał go administratorem kościoła w Motyczu. Do parafii należeć odtąd miały: Motycz, Motycz Leśny, Sporniak, Skubicha i Józefin.

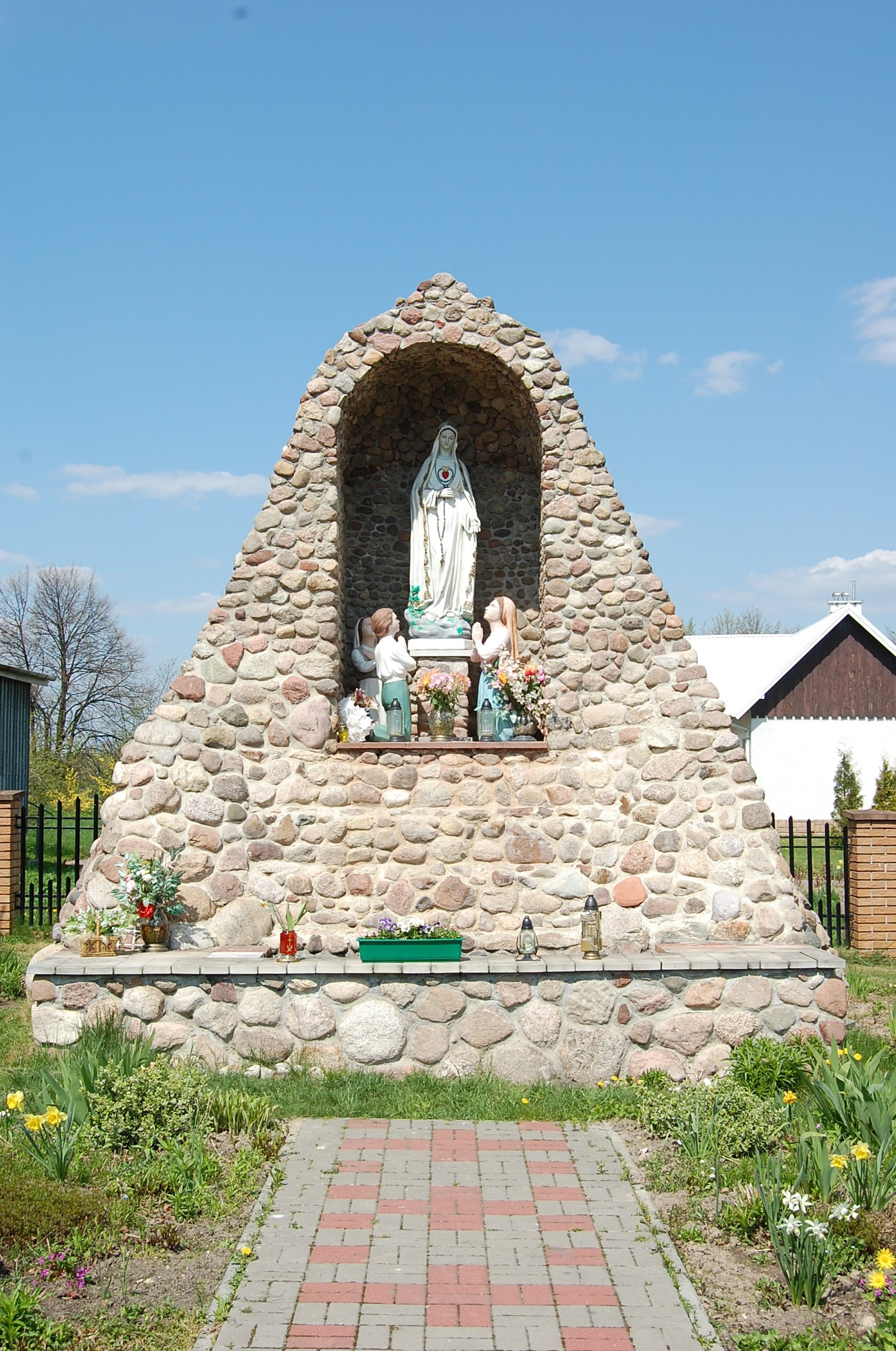
Kapliczka obok kościoła

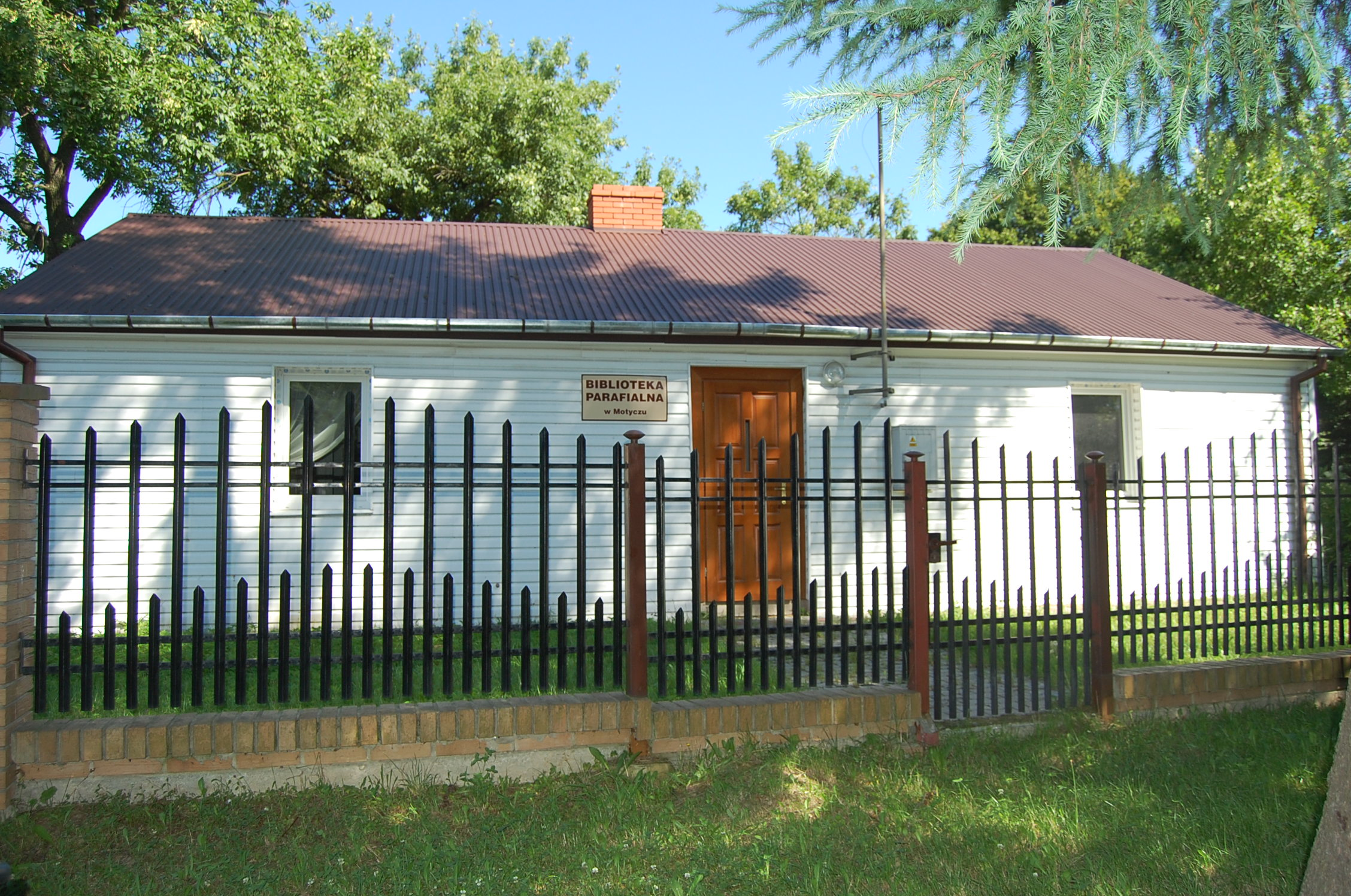
W dawnej bibliotece parafialnej mieści się dzisiaj zakład weterynaryjny

Pierwszy proboszcz parafii, ks. Karol Sawulski swój urząd sprawował w latach 1922–1924. Zorganizował podstawy parafii: założył i ogrodził cmentarz, doprowadził do użytku plebanię, posadził sad oraz założył dokumentację parafialną (księgi metrykalne, rachunków, stypendialne, akcydensowe, inwentarza kościelnego i parafialnego). Istniała także orkiestra parafialna i biblioteka. W dniu 1 grudnia 1923 roku ustanowiono dozór kościelny. Ksiądz Sawulski był lubiany przez młodzież, dla której założył „Koło Młodzieży Wiejskiej”. Podjęte działania nie podobały się tercjarzom i został on wkrótce przeniesiony do Oszczowa. W czasach pracy ks. Sawulskiego parafia liczyła 1911 osób.
Drugim proboszczem w latach 1924–1928 był ksiądz Władysław Uleniecki. Za jego probostwa parafia zubożała, ponieważ nie wykazywał on takiej energii w działaniach jak jego poprzednik. W 1926 r. zmontowano organistówkę i pokryto obie zakrystie blachą. Kolejnym proboszczem był ks. Jan Znamirowski (1928–1929). Wśród prac jakie wykonano za jego urzędowania wymienić można: przykrycie kościoła blachą, wykopanie studni, zakupienie wielu przedmiotów i szat liturgicznych. Proboszcz, który przejął parafię w maju 1929 roku, ks. Piotr Gintoft został w czasach II wojny światowej zamordowany przez Niemców. Czwartym proboszczem był ks. Jan Rzędowski. Przyczynił się on znacząco do rozwoju parafii: ogrodził posesję parafialną, zakupił organy, rozpoczął budowę 7 klasowej szkoły, przeprowadził remont kościoła, zorganizował straż pożarną. Poświęcono nową szkołę, pozostało założone Stowarzyszenie Młodzieży Katolickiej. Z ofiar wiernych wybudowano kapliczkę z figurami św. Stanisława Kostki i św. Floriana. W 1933 zbudowano drewnianą dzwonnicę i zakupiono dwa dzwony o wadze 250 i 144 kg wykonane w odlewni Jakuba Kruszewskiego w Wągrowie. W czasie II wojny światowej parafia Motycz właściwie nie ucierpiała wskutek działań wojennych. Proboszcz był przez pewien czas przetrzymywany przez Niemców, jednak w lipcu 1940 r. wrócił na plebanię. W 1944 i 1945 po okolicy krążyły bandy, które m.in. wybiły szyby na plebanii, okradły i usiłowały spalić plebanię. W latach siedemdziesiątych XX wieku wykonano m.in. bramę żelazną do ogrodzenia na cmentarzu, przeprowadzono renowację i nastrojenie organów, zakupiono dwa konfesjonały oraz wyremontowano spichlerz. Ks. Henryk Misztal ofiarował służące do dziś ogniotrwałe tabernakulum. W dniu 12 listopada 1972 roku, za probostwa ks. Józefa Dmochowskiego, parafia w Motyczu obchodziła 50-lecie swojego istnienia. W 1973 wykonano nową instalację elektryczną, naprawiono tynki, pomalowano kościół wewnątrz, wykonano panele przy wejściu, zakupiono grzejniki elektryczne oraz wyremontowano plebanię, gdzie zamieszkał nowy proboszcz ks. Józef Dmochowski. W 1985 roku wykonano parking przy kościele, naprawiono kopułę i krzyż w kościele uszkodzone przez burzę, wykonano żywopłot i poszerzono cmentarz. W 1993 roku miejscowy pszczelarze ufundowali kapliczkę św. Ambrożego. W tym samym roku rozpoczęto budowę kaplicy na cmentarzu. W 1997 roku przystąpiono do budowy plebanii. Zabytkowa dzwonnica, ocalała z pożaru, była nieużywana po wymurowaniu nowego kościoła. Została podarowana Muzeum Wsi Lubelskiej. Obecnym proboszczem parafii Motycz od 2012 roku jest ks. Stanisław Jan Szatkowski (w latach 2011–2012 administrator).
W 2002 roku parafia zakupiła organy chórowe z transeptu katedry w Oliwie, pochodzące z XVII w. i przebudowane w 1902 r. przez berlińską firmę Braci Oswalda i Paula Dinse.

### Proboszczowie parafii Motycz
- ks. Karol Sawulski (12 kwietnia 1922 – 27 listopada 1924)
- ks. Władysław Uleniecki (28 listopada 1924 – 1 sierpnia 1928)
- ks. Jan Znamirowski (do 11 maja 1929)
- ks. Piotr Gintoft – administrator, z Konopnicy (11 maja 1929 – 2 lipca 1929)
- ks. Jan Rzędowski (3 lipca 1929 – 21 marca 1973)
- ks. Józef Dmochowski (do maja 2001)
- ks. Kazimierz Gajda (2001 – 2005)
- ks. Wincenty Cap (2005 – 2011)
- ks. Stanisław Jan Szatkowski (21 czerwca 2011 – 4 kwietnia 2012) – administrator
- ks. Stanisław Jan Szatkowski (5 kwietnia 2012 – nadal)

## Kościół w Motyczu

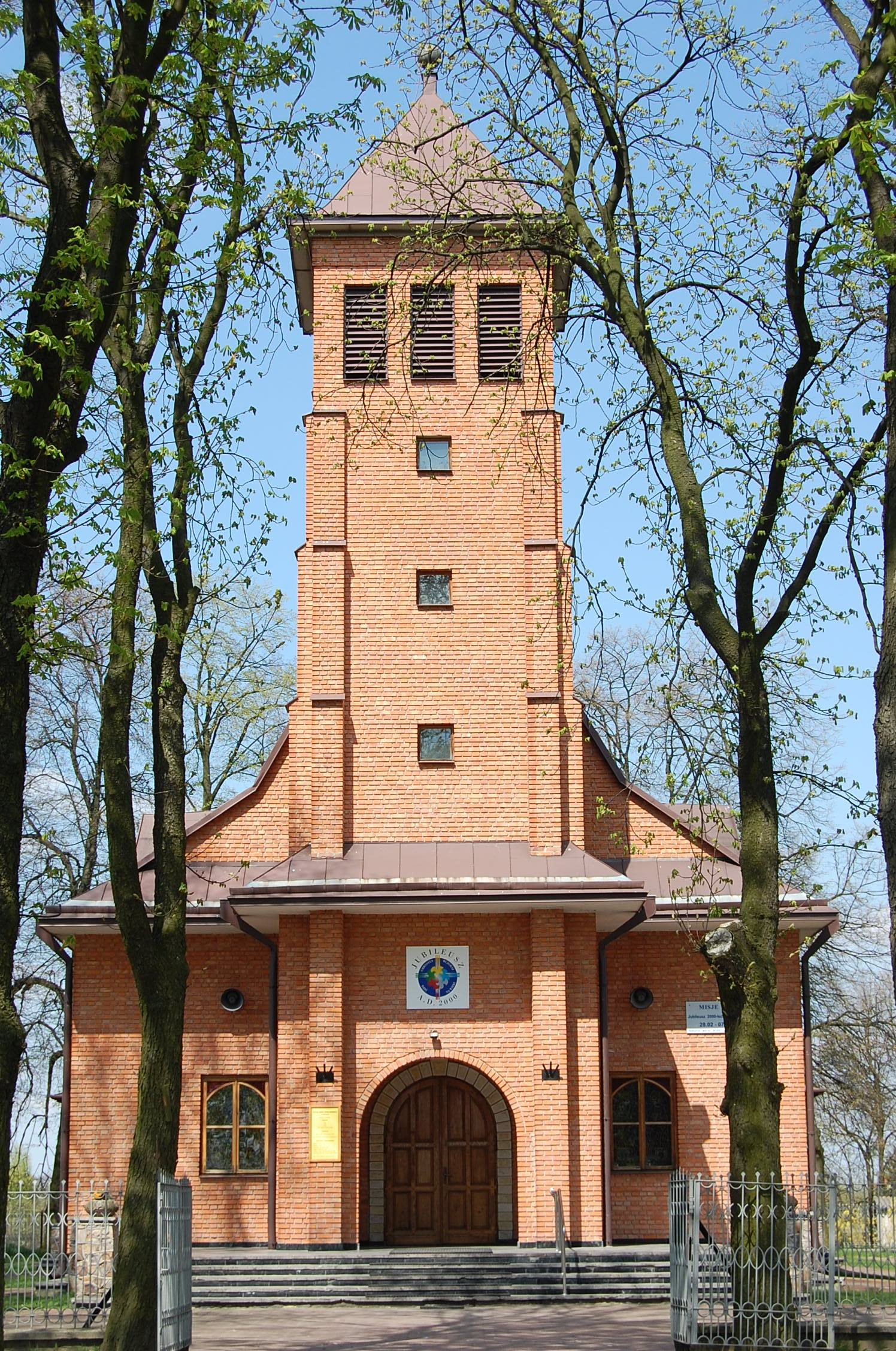
Nowy kościół w Motyczu

W 1922 sprowadzono z Zemborzyc barokowy kościół, trzynawowy, drewniany (modrzewiowy). W 1994 spłonął w wyniku podpalenia. W 1996 poświęcono nową świątynię.

## Zabytki
Do rejestru zabytków wpisany jest jeden obiekt znajdujący się na terenie wsi (stan na dzień 20 grudnia 2010 roku):
| adres  | nazwa                             | numer rejestru | data decyzji           | długość i szerokość geograficzna          |
| ------ | --------------------------------- | -------------- | ---------------------- | ----------------------------------------- |
| Motycz | zespół dworski XIX/XX, dwór, park | A/958          | 12.05.1988 i 6.11.1995 | 51°14′23″N 22°22′47″E/51,239722 22,379722 |

### Inne zachowane obiekty
- Zespół budynków stacji kolejowej
- Grodzisko z VI-IX wieku adaptowane na nowożytne fortalicjum (XVII–XIX w.)
- Rządcówka z 1910 r.
- Organistówka z 1927 r.
- Bandosówka – dom pracowników sezonowych z ok. 1930 r.
- Drewniane zagrody (w liczbie 4) i 18 domów (dwa najstarsze z 1880), wpisane do rejestru zabytków

Przez Motycz przebiega najstarszy szlak kolejowy w tej części Polski – Linia Kolei Nadwiślańskiej zbudowana w latach 1874–1877. Zachowany zespół stacji kolejowej w Motyczu wpisany jest do państwowego rejestru zabytków.

## Oświata i kultura

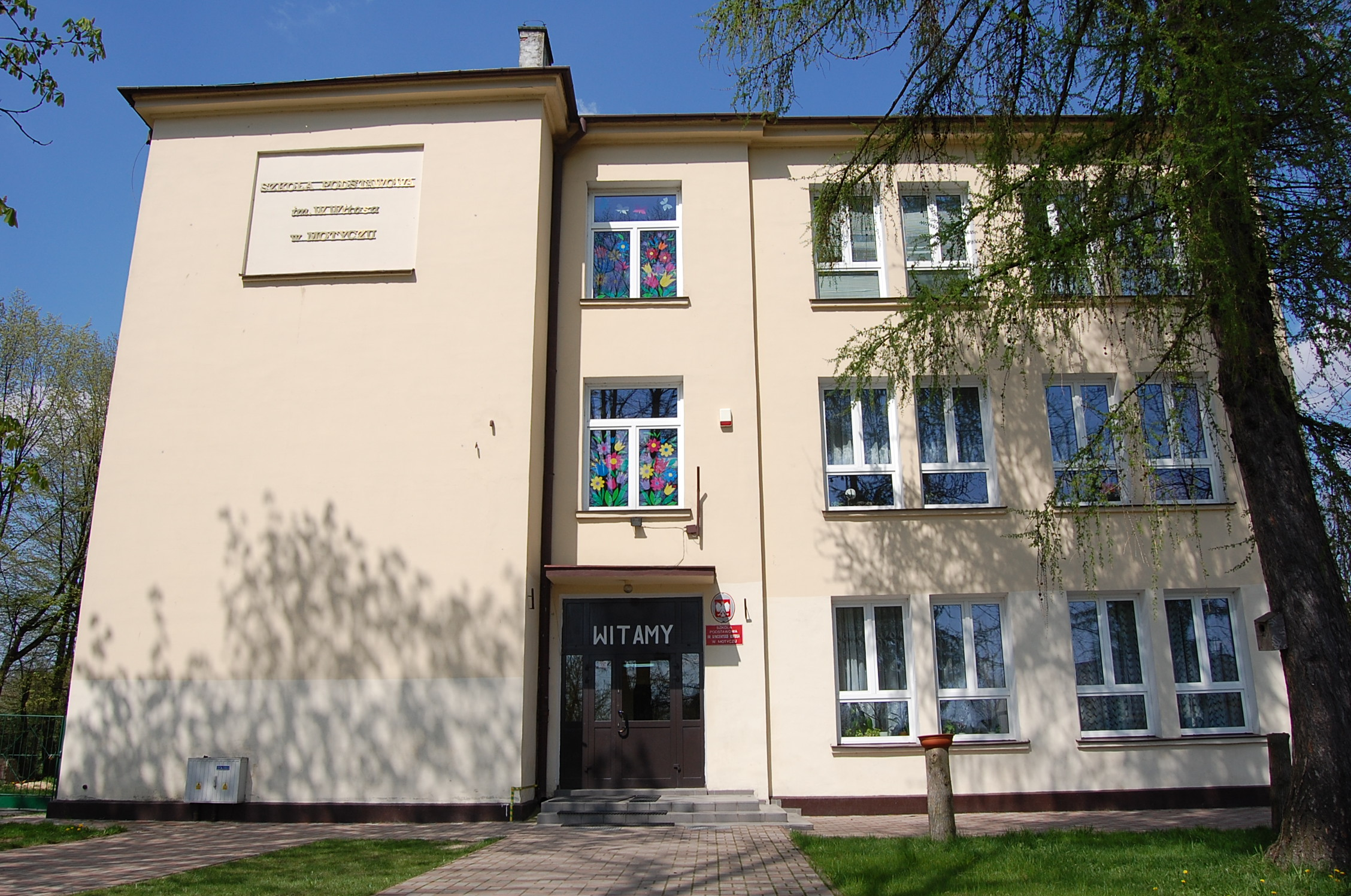
Budynek Szkoły Podstawowej w Motyczu

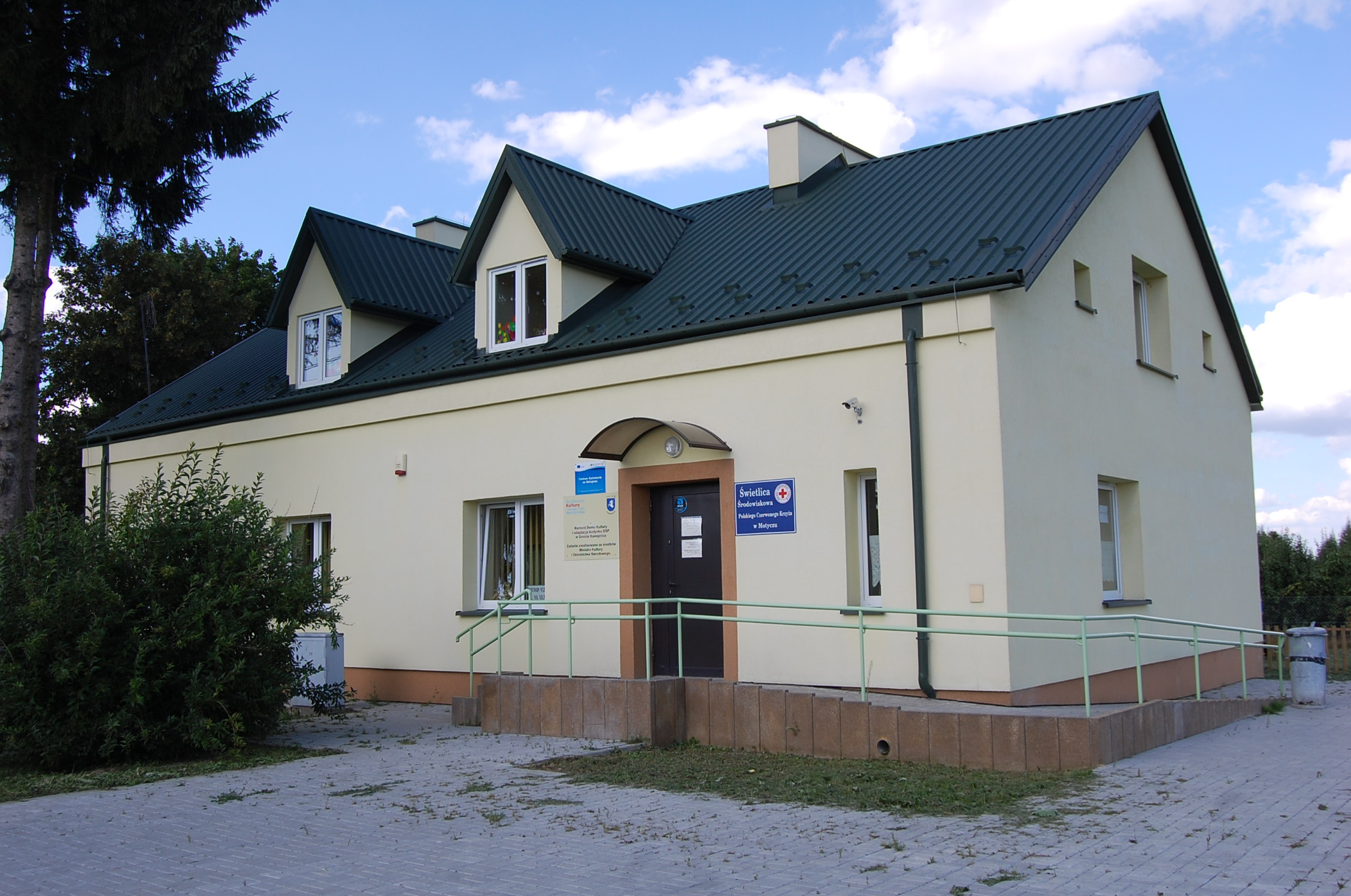
Budynek dawnego Domu Kultury w Motyczu, obecnie Centrum Kształcenia na Odległość. Wewnątrz znajduje się także Pokój Pamięci.

W Motyczu znajduje się jedna szkoła podstawowa, do której uczęszcza 152 uczniów. Przy szkole działają od 1999 r. Dziecięca Orkiestra Dęta (25 dzieci) oraz Zespół Taneczno-Wokalny „Motycz”, który kultywuje tradycje tańca i pieśni ludowej swojego regionu. Gmina zapewnia dzieciom dowóz do szkoły na podstawie umowy zawartej z PPKS w Lublinie. Działa też filia biblioteczna Gminnej Biblioteki Publicznej w Konopnicy. Na terenie wsi prowadzona jest Świetlica Środowiskowo-Terapeutyczna. W 2008 roku zakończono budowę nowej sali gimnastycznej przy Szkole Podstawowej w Motyczu.
W roku 2008 w budynku byłego Domu Kultury otwarto, jedno z pierwszych w powiecie lubelskim, Centrum kształcenia na odległość. Lokal został wyposażony w stały dostęp do Internetu, czytelnię oraz wykwalifikowaną kadrę szkoleniową. 5 czerwca 2011 r. w Domu Kultury w Motyczu odbyło się otwarcie salki pamięci, poświęconej lokalnej tradycji i historii Gminy Konopnica.
Od 1999 roku organizowany jest co roku przez Radę Sołecką w Motyczu i Legion Maryi Dzień Seniora na cześć najstarszych mieszkańców.

### Szkoła Podstawowa w Motyczu
Pierwsza szkoła podstawowa w Motyczu powstała jeszcze przed I wojną światową z inicjatywy barona Buxhoevdena. Lekcje odbywały się zimą w domu Antoniego Radzika, a pierwszą nauczycielką była Janina Janeczko. W roku 1925 szkoła liczyła pięć oddziałów, do których uczęszczało 178 uczniów, nauka zaś odbywała się w izbach wynajętych na wsi. Dzięki staraniom Komitetu Budowy Szkoły, w czerwcu ukończono nowy budynek, który został następnie poświęcony przez ks. proboszcza Jana Rzędowskiego. Kierownikiem placówki został Andrzej Nowak.
Kronika szkolna informuje o funkcjonowaniu szkoły w latach II wojny światowej: „Szkoła w Motyczu w okresie okupacji niemieckiej dzieliła los wszystkich szkół polskich. Była jednak o tyle szczęśliwsza od innych, że budynek szkolny nigdy na dłuższy czas nie był zajęty przez wojsko. (...) Przez cały czas utrzymano organizację szkoły o siedmiu klasach, starając się realizować dawny, polski program nauki. Przechowano w ukryciu godło Polski, mapy, obrazy i większą część biblioteki. W czwartym i piątym roku wojny nauczyciele prowadzili tajne nauczanie”.

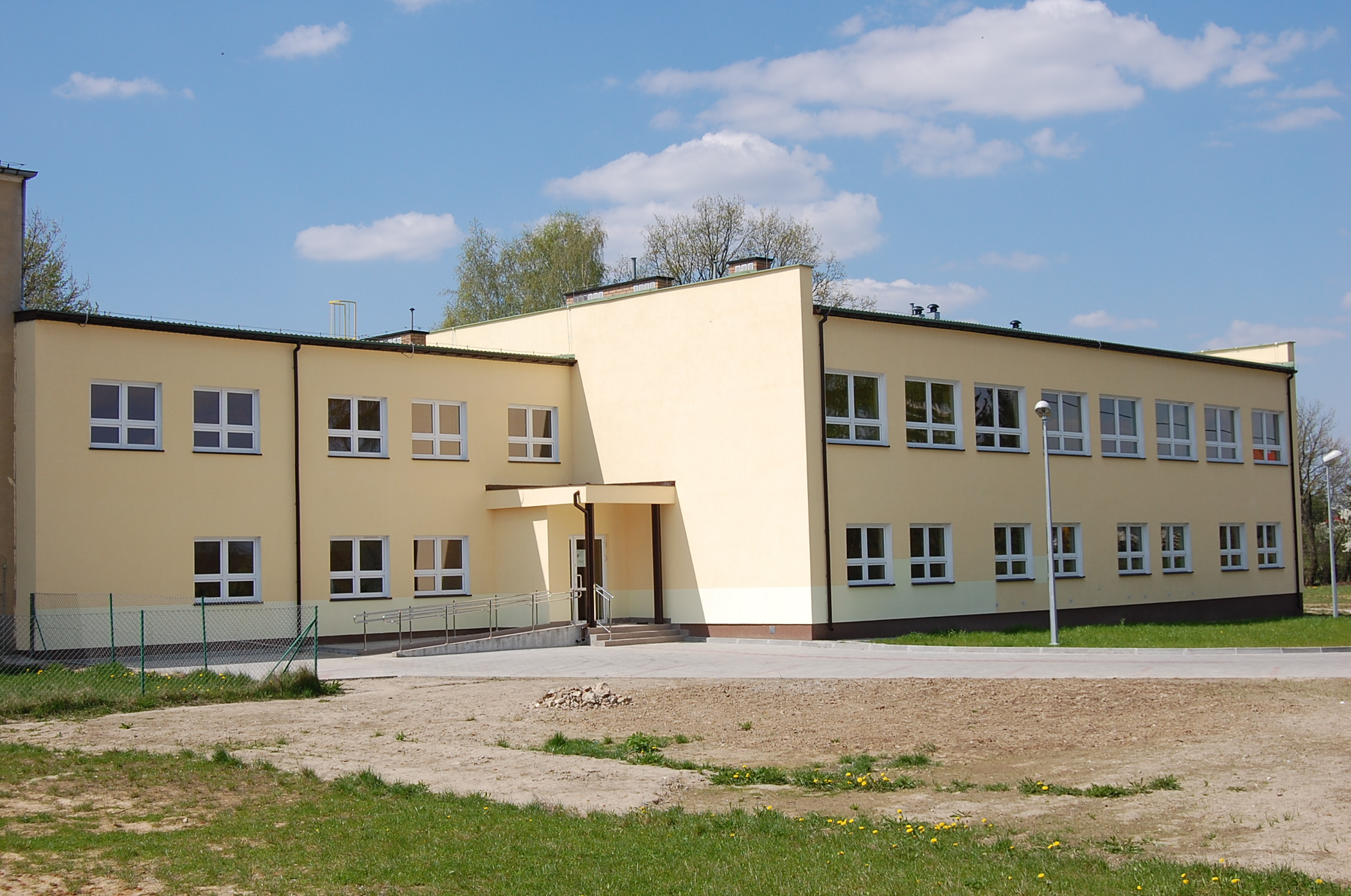
Sala gimnastyczna przy szkole podstawowej

Po zakończeniu wojny 84 osoby ukończyły organizowany w szkole Państwowy Kurs Dokształcający Oświaty Dorosłych. W 1951 roku do szkoły uczęszczało 270 uczniów.
W latach 1969–1973 w budynku szkolnym funkcjonowała również Zasadnicza Szkoła Rolnicza i wieczorowe kursy dla dorosłych dające możliwość ukończenia szkoły podstawowej. W 1976 przeprowadzono remont: przebudowano klatkę schodową, wymieniono podłogi, założono centralne ogrzewanie. Od kiedy w 1996 roku Gmina Konopnica stała się organem prowadzącym szkołę, znacznie wzrosły nakłady finansowe na jej utrzymanie i działalność. W 1998 roku w szkole, jako pierwszej na terenie gminy, otwarto pracownię komputerową. W dniu 18 czerwca 2000 roku nadano szkole imię Wincentego Witosa.

### Filia Biblioteczna w Motyczu
Filia Gminnej Biblioteki działa w Motyczu od 1955 roku. Założył ją Stanisław Staszczak, który kierował placówką do 1967 roku. Biblioteka mieściła się początkowo w domach prywatnych, często przenoszono jej zbiory. W 1990 roku księgozbiór przeniesiono do lokalu w Domu Kultury. W latach 1973–2003 biblioteką kierowała pani Halina Sałęga. Następnie funkcję kierownika przejęła pani Monika Chudzik. W marcu 2008 zbiory przeniesiono do nowego pomieszczenia o powierzchni 80 m², którego użyczyła Szkoła Podstawowa w Motyczu. Biblioteka usytuowana jest na pierwszym piętrze, posiada specjalną windę dla osób niepełnosprawnych.
W bibliotece organizowane są lekcje i konkursy plastyczne przy współpracy ze szkołą i świetlicą środowiskową. W 2005 roku poszerzyła swoją działalność informacyjną dzięki zakupie komputera, który podłączono do Internetu.
Godziny otwarcia:
- Wtorek: 7:30–15:30
- Środa: 9:00–17:00
- Piątek: 7:30–15:30

## Ludzie związani z Motyczem
- Wacław Rejmak (1917–1945) – żołnierz Armii Krajowej
- Jan Łopata – urodzony w Motyczu polityk i samorządowiec, poseł na Sejm V, VI, VII, VIII,IX kadencji.
- Czesław Maj – urodzony w Motyczu pisarz i poeta.
- Marek Rębacz – dramaturg i reżyser.
- Krzysztof Cugowski – wokalista rockowy.